# La Brea (série de televisão)
La Brea (no Brasil, La Brea: A Terra Perdida) é uma série dramática de televisão americana de ficção científica que foi lançada em 28 de setembro de 2021. Criada por David Appelbaum para a NBC, consiste de 24 episódios. A série trata de uma aventura épica de uma família separada por uma cratera gigante em Los Angeles.
Em 12 de novembro de 2021, uma segunda temporada foi encomendada antecipadamente com 14 episódios e começou a ser exibida em 27 de setembro de 2022.
Em 31 de janeiro de 2023, a rede NBC renovou a série para uma terceira e última temporada de seis episódios.
A série foi indicada ao prêmio People's Choice Awards.
O nome da série vem de uma região da cidade de Los Angeles onde está o museu La Brea Tar Pits, instituição icônica que preserva fragmentos pré-históricos retirados de uma massa semelhante a piche. Em tradução contextualizada do espanhol para o português, brea pode ser entendida como piche/breu.

## Sinopse
Quando um buraco enorme se abre no meio de Los Angeles, no local dos Poços de Tarte de La Brea e do Wilshire Boulevard, centenas de pessoas, veículos e edifícios (incluindo o distinto Museu Automotivo Petersen) são puxados para suas profundezas. Os sobreviventes se encontram presos em uma misteriosa e selvagem terra primitiva, onde devem se unir para sobreviver. O show segue uma família (pai, mãe, filho e filha) que estão separados pelos acontecimentos e tentando se reunir. O pai tem visões que fornecem vislumbres de quando e onde sua esposa e filho estão. O sumidouro e o súbito aparecimento do Teratornis atraiu a atenção do Departamento de Segurança Interna dos Estados Unidos, que estuda um evento semelhante no deserto de Mojave . À medida que a série avança, os investigadores percebem que os buracos fornecem um portal temporário para o mesmo local 10.000 anos antes. Enquanto isso, os sobreviventes lutam para encontrar um caminho de volta pelo portal antes que ele se feche.

## Elenco e Personagens
- Natalie Zea como Eve Harris
- Eoin Macken como Gavin Harris
- Karina Logue como Marybeth Hill
- Zyra Gorecki como Izzy Harris
- Jack Martin como Josh Harris
- Veronica St. Clair como Riley Glass
- Chiké Okonkwo como Ty Coleman
- Jon Seda como Dr. Sam Velez
- Lily Santiago como Veronica
- Rohan Mirchandaney como Scott
- Josh McKenzie como Lucas
- Chloe De Los Santos como Lilly

### Recorrente
- Ione Skye como Jessica Harris

## Episódios

### Resumo
| Temporada | Temporada | Episódios | Episódios | Originalmente lançado  | Originalmente lançado   | Originalmente lançado |
| Temporada | Temporada | Episódios | Episódios | Estreia da temporada   | Final da temporada      | Emissora              |
| --------- | --------- | --------- | --------- | ---------------------- | ----------------------- | --------------------- |
|           | 1         | 10        | 10        | 28 de setembro de 2021 | 30 de novembro de 2021  | NBC                   |
|           | 2         | 14        | 14        | 27 de setembro de 2022 | 28 de fevereiro de 2023 | NBC                   |
|           | 3         | 6         | 6         | TBA                    | TBA                     | NBC                   |

### 1ª.Temporada (2021)
| N.º na série | N.º na temp. | Título                               | Dirigido por     | Escrito por                     | Exibição original      | Audiência (milhões) |
| --- | ------------ | ------------------------------------ | ---------------- | ------------------------------- | ---------------------- | ------------------- |
| 1 | 1            | "Pilot" "Piloto"                     | Thor Freudenthal | David Appelbaum                 | 28 de setembro de 2021 | 6.37                |
| Quando um enorme buraco se abre em Los Angeles, a família Harris se divide em duas. Eva e seu filho são enviados a um misterioso mundo primitivo. Gavin descobriu que a visão que o atormentou por anos pode ser a chave para levá-los para casa. |              |                                      |                  |                                 |                        |                     |
| 2 | 2            | "Day Two" "Segundo Dia"              | Cherie Nowlan    | David Appelbaum                 | 5 de outubro de 2021   | 5.05                |
| Eve enfrenta o perigoso caminho de volta à clareira para salvar Josh. Desesperados para iniciar o resgate, Gavin e Izzy tentam provar que existem sobreviventes dentro do buraco.                                                                 |              |                                      |                  |                                 |                        |                     |
| 3 | 3            | "The Hunt" "A caçada"                | Adam Davidson    | José molina                     | 12 de outubro de 2021  | 5.06                |
| Com os suprimentos dos sobreviventes acabando, Eve e Ty se arriscam na floresta numa perigosa expedição. Gavin põe sua fé - e o destino de sua família - nas mãos de um velho amigo.                                                              |              |                                      |                  |                                 |                        |                     |
| 4 | 4            | "The New Arrival" "A nova chegada"   | Thor Freudenthal | Zakiyyah Alexander              | 19 de outubro de 2021  | 5.12                |
| A queda de um avião deixa os sobreviventes agitados e com certa esperança. Gavin e Izzy procuram por uma ajuda inusitada depois que o governo suspende permanentemente sua missão.                                                                |              |                                      |                  |                                 |                        |                     |
| 5 | 5            | "The Fort" "O Forte"                 | Greg McLean      | Arika Lisanne Mittman           | 26 de outubro de 2021  | 5.20                |
| Eve, Levi e a equipe de buscas exploram um misterioso forte que traz mais dúvidas do que respostas. Com um novo aliado, Gavin e Izzy embarcam numa perigosa missão não-autorizada.                                                                |              |                                      |                  |                                 |                        |                     |
| 6 | 6            | "The Way Home" "O Caminho para casa" | Adam Davidson    | Steven Lilien e Bryan Wynbrandt | 2 de novembro de 2021  | 4.03                |
| Os sobreviventes têm uma breve chance de voltar para casa, mas recebem de Gavin um aviso grave que o plano deles vai acabar em desastre, forçando Eve a fazer uma escolha difícil.                                                                |              |                                      |                  |                                 |                        |                     |
| 7 | 7            | "The Storm" "A tempestade "          | Thor Freudenthal | Aiyana White                    | 9 de novembro de 2021  | 4.70                |
| Quando uma supertempestade atinge a clareira, um colapso estrutural bota as vidas de Marybeth e Lucas em perigo. Eve tenta fazer as pazes com o grupo, liderando o resgate.                                                                       |              |                                      |                  |                                 |                        |                     |
| 8 | 8            | "Origins" "Origens "                 | Cherie Nowlan    | Jessica Granger e Andre Edmonds | 16 de novembro de 2021 | 4.67                |
| Com o tempo frio se aproximando, Eve, Levi e Ty retornam ao forte, na esperança de que possam compartilhar suas habilidades de sobrevivência de 10.000 a.C.                                                                                       |              |                                      |                  |                                 |                        |                     |
| 9 | 9            | "Fathers and Sons" "Pai e filho"     | Thor Freudenthal | Arika Lisanne Mittman           | 23 de novembro de 2021 | 4.33                |
| Quando uma revelação surpreendente deixa as vidas de Josh e Izzy por um fio, Eve e os outros sobreviventes desesperadamente buscam pelo menino que contém a chave para salvá-los.                                                                 |              |                                      |                  |                                 |                        |                     |
| 10 | 10           | "Topanga" "Topanga "                 | Adam Davidson    | David Appelbaum                 | 30 de novembro de 2021 | 4.94                |
| Com a notícia de mais uma abertura de buraco, Gavin, Izzy e Dra. Nathan correm para Seattle para fazer um último esforço de resgate antes que seja tarde demais.                                                                                  |              |                                      |                  |                                 |                        |                     |

## Produção

### Origem
"A gênese da ideia foi realmente a imagem de um ralo se abrindo no meio de Los Angeles. Essa era uma imagem da qual eu não conseguia me livrar e ainda não tinha uma história associada a ela, mas sabia que havia algo a seguir. Comecei a fazer tantas perguntas: quem são as pessoas que caem no ralo? Para onde eles levam? Quem são as pessoas que ficaram para trás? Logo, mais perguntas geram mais perguntas e com o tempo você começa a construir um mundo de personagens e situações. Depois de vários meses pensando e desenvolvendo a ideia, eu a trouxe para Keshet, que são meus parceiros de produção e temos um primeiro contrato com a NBC. Então nós o trouxemos para a NBC juntos e eles gostaram e me pediram para escrever o roteiro e partimos para as corridas."—  "David Appelbaum o criador da série

### Desenvolvimento
Em 15 de janeiro de 2020 a NBC encomendou o piloto da série e foi dirigido por Thor Freudenthal e escrito por David Appelbaum , que era esperado como produtor executivo ao lado de Avi Nir , Alon Shtruzman , Peter Traugott , Ken Woodruff e Rachel Kaplan,Steven Lilien, Bryan Wynbrandt, Ken Woodruff, Arika Lisanne Mittman e Adam Davidson.
As produtoras envolvidas na produção são Universal Television, uma divisão do Universal Studio Group, em associação com o Keshet Studios. Em 12 de janeiro de 2021, a NBC deu um pedido de produção em série.
A série é criada por David Appelbaum.
Em 12 de novembro de 2021 a NBC renovou a série para uma segunda temporada para a temporada que será lançada em 27 de Setembro de 2022.

### Seleção de elenco

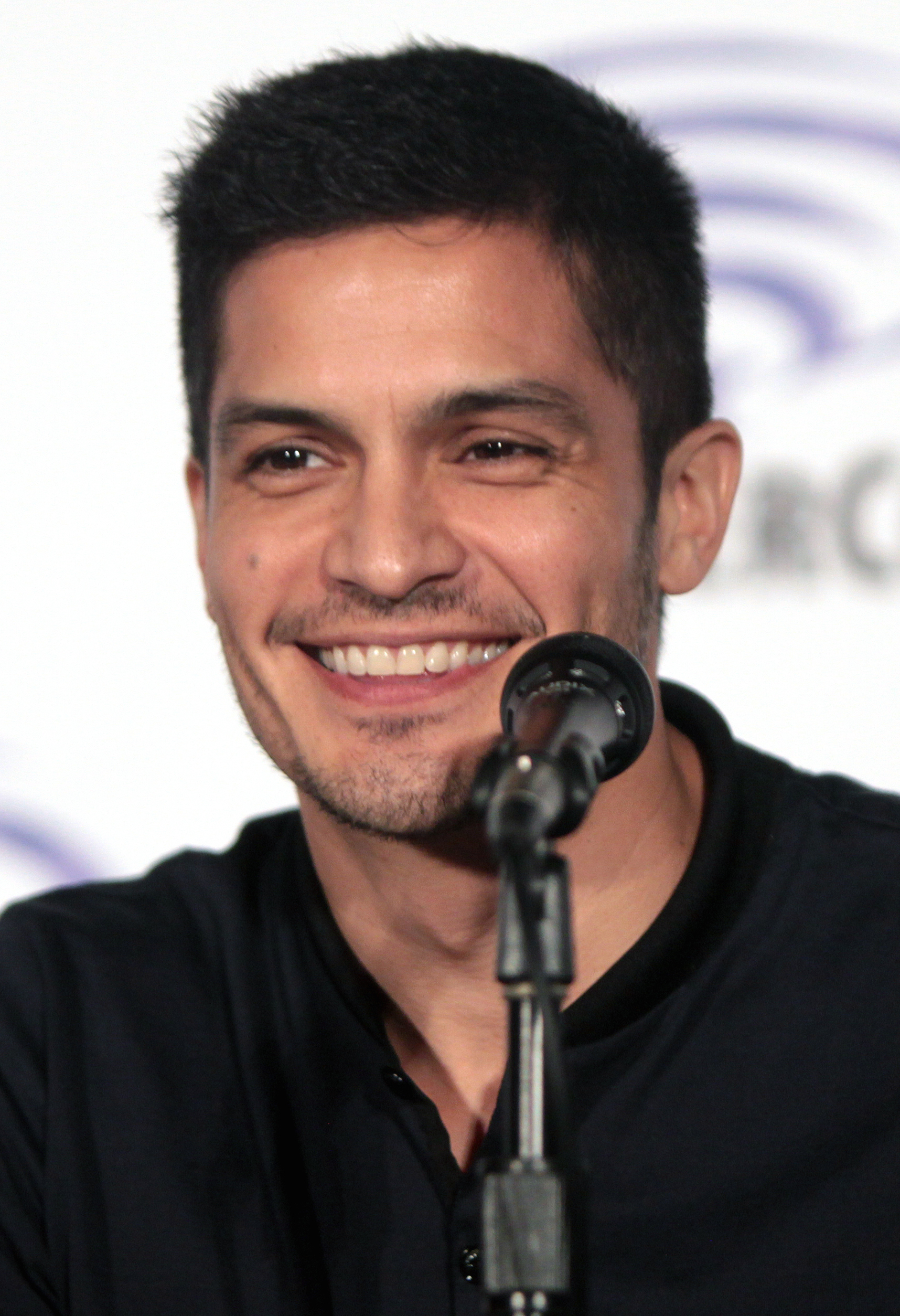
Nicholas Gonzalez interpreta Levi Delgado mais conhecido na série The Good Doctor.

Em fevereiro de 2020, Michael Raymond-James , Karina Logue, Zyra Gorecki, Caleb Ruminer, Angel Parker , Catherine Dent , Veronica St. Clair, Jag Bal e Chiké Okonkwo foram escalados como regulares para o piloto,enquanto Natalie Zea foi escalada como o papel principal. Em março de 2020, Jon Seda e Rita Angel Taylor se juntaram ao elenco principal.Em 4 de março de 2021, Eoin Macken e Jack Martin foram escalados para substituir Raymond-James e Ruminer, respectivamente, e Lily Santiago se juntou ao elenco principal. Além disso, o sobrenome da família foi alterado para Harris.
Em 22 de março de 2021, Nicholas Gonzalez e Rohan Mirchandaney se juntaram ao elenco como regulares da série. Em abril de 2021, Josh McKenzie foi escalado como um personagem regular, enquanto Ione Skye foi escalado para um papel recorrente e Chloe De Los Santos foi escalada para substituir Taylor.

### Locais e Filmagens

#### Primeira Temporada

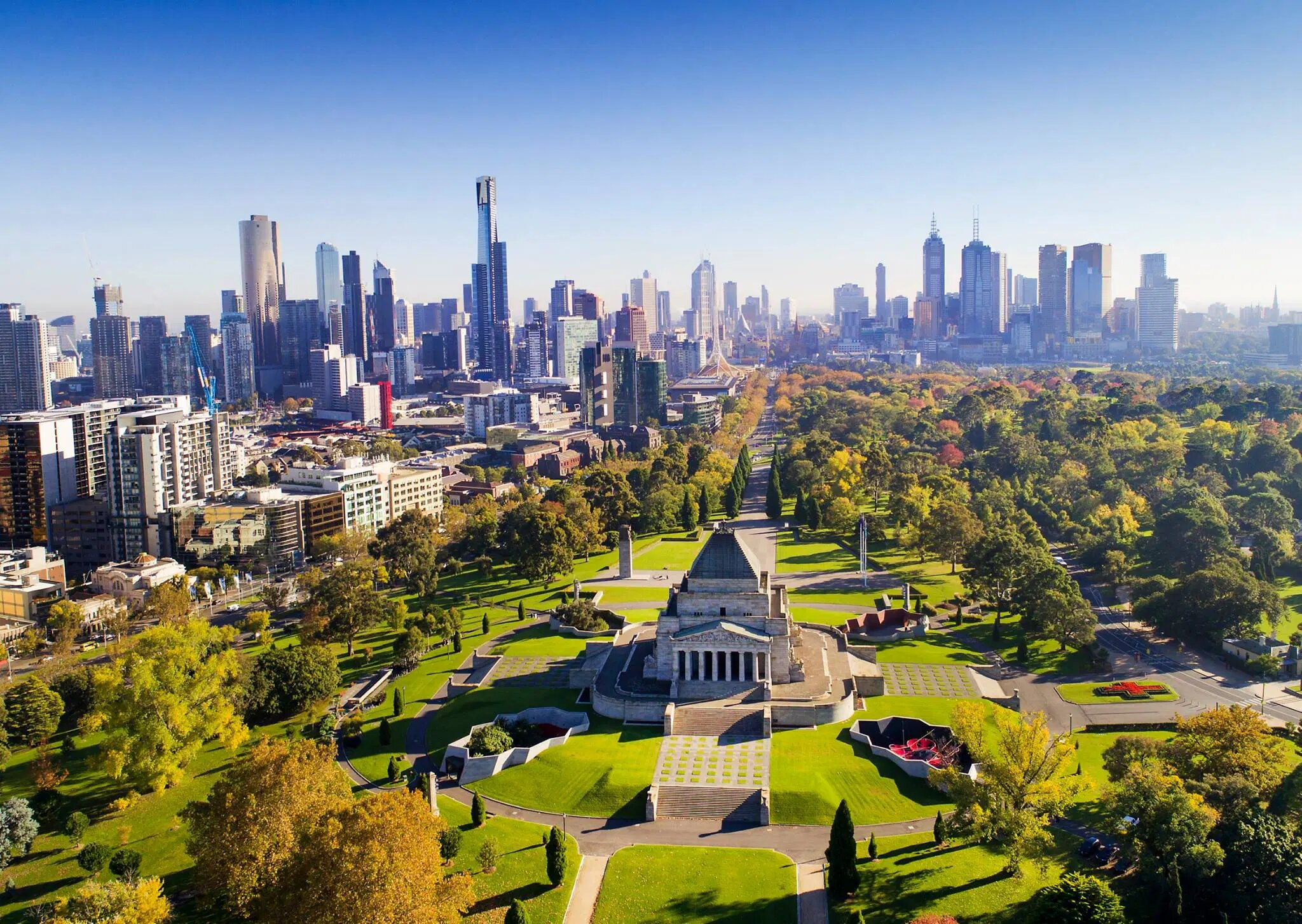
Melbourne, Austrália
foi usada como uma das localidades para a cidade fictícia de Los Angeles na série.

O piloto seria originalmente filmado no Canadá em Vancouver, Colúmbia Britânica, em 10 de março de 2020, mais foi suspenso por conta da pandemia do COVID-19. As gravações foram iniciadas em 19 de março de 2021 para filmar algumas cenas na real Los Angeles no La Brea Tar Pits.Em abril a série foi programada e transferida para ser filmada na Australia para o resto da temporada. As gravações se iniciaram em 23 de abril de 2021 no Porto de Melbourne para ser a moderna Los Angeles na série. 
A fotografia principal da série foi feita no estado de Victoria e foi filmada em algumas regiões como Shire of Macedon Ranges,  Hanging Rock e no parque Macedon Regional Park.As gravações da primeira temporada foram programadas para durar até setembro de 2021.A produção gastou cerca de US $ 71 milhões na Austrália e mais de US $ 60 milhões em Victoria. É a produção mais cara da TV em Victoria desde a série The Pacific de Steven Spielberg da HBO concluída em 2009.

#### Segunda Temporada
As gravações da segunda temporada foram iniciadas em abril de 2022 até o final de novembro e custando cerca de $118 milhões para ser produzida novamente na Austrália.
Porto de Melbourne continuou atuando como a Los Angeles na época de 1988.

## Lançamento

### Marketing
Em 23 de julho de 2021, a NBC lançou o primeiro teaser oficial da série. Em 12 de setembro a NBC disponibilizou no YouTube e no serviço de streaming Peacock uma prévia de 5 minutos da série que atraiu mais de 8 milhões de visualizações. O Trailer oficial da série foi lançado em 14 de setembro. A série começou a ser exibida desde 28 de setembro de 2021 as terças as 21h da noite.Na Austrália foi exibida pelo canal 9Now.

### No Brasil
Em 3 de dezembro de 2021 oGloboplay anúnciou na Comic Con Experience que a série será lançada no catálogo com exclusividade em 16 de maio de 2022 com o subtitulo de A Terra Perdida, Os primeiros episódios foram exibidos na TV Globo em formato de telefilme na Tela Quente para atrair assinantes ao streaming e se tornando a série internacional mais assistida da plataforma desde 2018.
A 1ª Temporada começou a ser exibida na Universal TV em 13 de julho de 2022 as 22:20 até 14 de setembro.
A série está sendo exibida novamente pela TV Globo, desde 2 de setembro de 2022 na Sessão Globoplay.
O Universal+, streaming do grupo NBCUniversal, programou para 5 de março de 2024 o lançamento da terceira e última temporada da série.

## Audiência

#### 1ª temporada
| №  | Título            | Exibição original      | Rating/share (18–49) | Audiência (em milhões) | DVR (18–49) | Audiência em DVR (milhões) | Total (18–49) | Audiência total (em milhões) |
| -- | ----------------- | ---------------------- | -------------------- | ---------------------- | ----------- | -------------------------- | ------------- | ---------------------------- |
| 1  | "Pilot"           | 28 de setembro de 2021 | 0.8                  | 6.37                   | TBA         | TBA                        | TBA           | TBA                          |
| 2  | "Day Two"         | 5 de outubro de 2021   | 0.6                  | 5.05                   | TBA         | TBA                        | TBA           | TBA                          |
| 3  | "The Hunt"        | 12 de outubro de 2021  | 0.6                  | 5.06                   | TBA         | TBA                        | TBA           | TBA                          |
| 4  | "The New Arrival" | 19 de outubro de 2021  | 0.6                  | 5.12                   | TBA         | TBA                        | TBA           | TBA                          |
| 5  | "The Fort"        | 26 de outubro de 2021  | 0.6                  | 5.20                   | TBA         | TBA                        | TBA           | TBA                          |
| 6  | "The Way Home"    | 2 de novembro de 2021  | 0.4                  | 4.03                   | TBA         | TBA                        | TBA           | TBA                          |
| 7  | "The storm"       | 9 de novembro de 2021  | 0.6                  | 4.70                   | TBA         | TBA                        | TBA           | TBA                          |
| 8  | "Origins"         | 16 de novembro de 2021 | 0.6                  | 4.67                   | TBA         | TBA                        | TBA           | TBA                          |
| 9  | "Father and son " | 22 de novembro de 2021 | 0.5                  | 4.33                   | TBA         | TBA                        | TBA           | TBA                          |
| 10 | "Topanga"         | 30 de novembro de 2021 | 0.5                  | 4.94                   | TBA         | TBA                        | TBA           | TBA                          |